# Verneřice
Verneřice (Duits: Wernstadt) is een kleine Tsjechische stad in de regio Ústí nad Labem, en maakt deel uit van het district Děčín. Verneřice telt 1157 inwoners (2023).
Verneřice was tot 1945 een plaats met een overwegend Duitstalige bevolking. Na de Tweede Wereldoorlog werd de Duitstalige bevolking verdreven.

## Geschiedenis
- 1352 – De eerste schriftelijke vermelding van Verneřice.
- 2006 – De gemeente Verneřice krijgt (opnieuw) de status stad.[1]